# Liza Dalby
Liza Crihfield Dalby (1950) è un'antropologa e scrittrice statunitense specializzata nello studio della cultura giapponese.

## Biografia
Laureatasi presso lo Swarthmore College nel 1972, si specializzò in seguito a Stanford con una tesi dal titolo The Institution of the Geisha in Modern Japanese Society (L'istituzione della geisha nella società giapponese moderna).
Già insegnante presso l'Università di Chicago, vive attualmente a Berkeley, in California, e sta lavorando a un nuovo romanzo.

## La geisha americana
Nel 1975 la Dalby si recò in Giappone per effettuare ricerche ai fini della sua tesi di dottorato. Il suo libro La mia vita da geisha narra appunto questa esperienza, vissuta all'interno di una vera okiya (casa delle geisha) situata nel quartiere di Pontochō, a Kyoto, uno dei più noti quartieri di geisha della città e dell'intero Paese.
La sua esperienza, unica sotto molti punti di vista, la portò a essere una delle persone intervistate da Arthur Golden quando lavorava alla stesura del suo futuro romanzo di successo Memorie di una geisha. L'autore la descrisse nei ringraziamenti del libro come "l'unica donna americana che sia mai diventata una geisha".
Questa fama della Dalby come unica donna non giapponese che sia diventata una geisha non è in realtà propriamente corretta. Sebbene durante il biennio di ricerca 1975-76 la Dalby vivesse immersa nel mondo delle geisha e talvolta le accompagnasse nei loro impegni serali, tuttavia ella non seguì mai alcun vero tirocinio per diventare geisha, né era associata ad alcuna okiya o ochaya (casa da tè) di Kyoto. La sua presenza a incontri serali avveniva solo su invito dei suoi amici, e ai clienti non veniva chiesto di pagare le sue prestazioni. Tuttavia furono gli stessi media giapponesi a soprannominarla aoi-me no geisha, ovvero "la geisha dagli occhi blu".